# Argonite

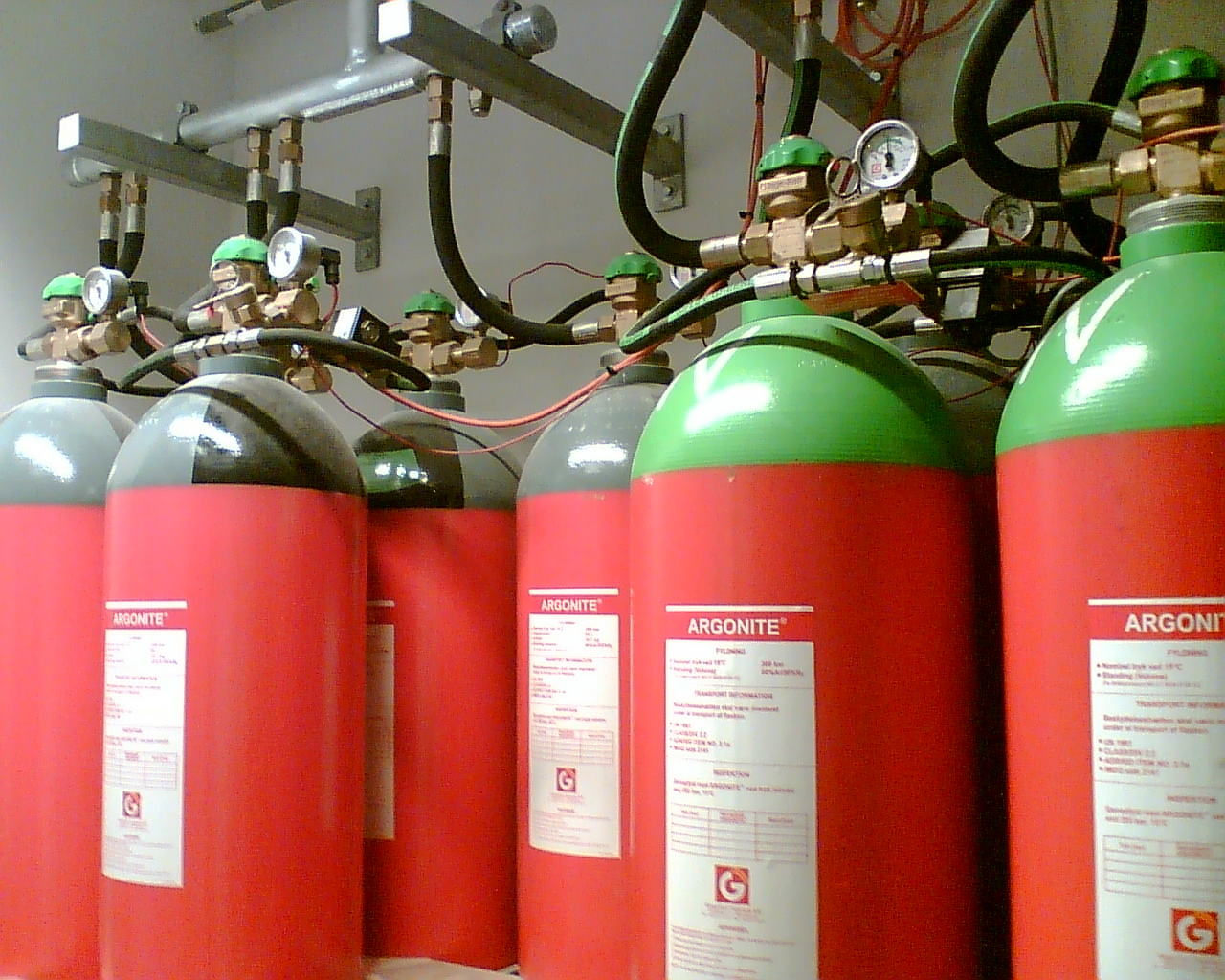
Argonite automatic fire suppression system.

L'argonite è una miscela di gas costituita per il 50% di azoto e per il 50% di argon
L'argonite viene utilizzato in funzione antincendio, quale mezzo estinguente, negli ambienti nei quali non può essere utilizzata l'acqua o polveri, come, ad esempio, nelle sale macchine informatiche.
Al verificarsi di un incendio i rilevatori comandano la centralina che provoca la scarica del gas in pressione tramite appositi ugelli. In tal modo la concentrazione dell'ossigeno nell'ambiente viene ridotta a livelli tali da provocare l'estinzione della combustione per mancanza di comburente.
Sia l'azoto che l'argon sono gas inerti e quindi in grado di impedire la combustione; i due gas vengono miscelati tra loro in egual misura, dando luogo all'argonite, in quanto tale gas ha densità uguale a quella dell'aria e può quindi diffondersi uniformemente nell'ambiente.
L'utilizzo di sistemi di spegnimento tramite sottrazione dell'ossigeno presenta indubbi rischi per gli operatori delle sale macchine informatiche che possono essere presenti nei locali nel momento dell'attivazione dell'allarme antincendio. 

## Sicurezza
Uno studio effettuato dall’INAIL con la collaborazione dei Vigili del Fuoco (Piccolo et al., 2018, pag. 902-911) ha riportato 12 incidenti causati da gas inerti e dai casi analizzati si è determinato che la sovrappressione degli impianti a gas inerti può costituire un rischio anche in presenza di un impianto rigorosamente progettato e realizzato secondo  le norme tecniche. Il 20 settembre 2018 due persone sono morte a causa di una fuga di gas inerte da un impianto antincendio sito nell'Archivio di Stato di Arezzo. Il 5 novembre 2008 un uomo è morto dopo che una bombola di argonite è esplosa all'interno di un edificio in costruzione a Welwyn Garden City, Hertfordshire.